# وگت اف‌یو
وگت اف‌یو (به انگلیسی: Vought_FU) یک هواگرد ملخ‌پیشین تک‌موتوره از نوع جنگنده ساخت شرکت Vought است. این هواگرد در سال ۱۹۲۷ میلادی رسماً معرفی گردید. در مجموع، تعداد ۲۰ فروند از این هواگرد ساخته شده‌است.